# Catedral de Monza
La Catedral de Monza (en italià Duomo di Monza) dedicada a Sant Joan Baptista, és a Monza (ciutat d'Itàlia). Va ser edificada entre el segle vi i vii i es troba a la plaça homònima de la ciutat llombarda.

## Història

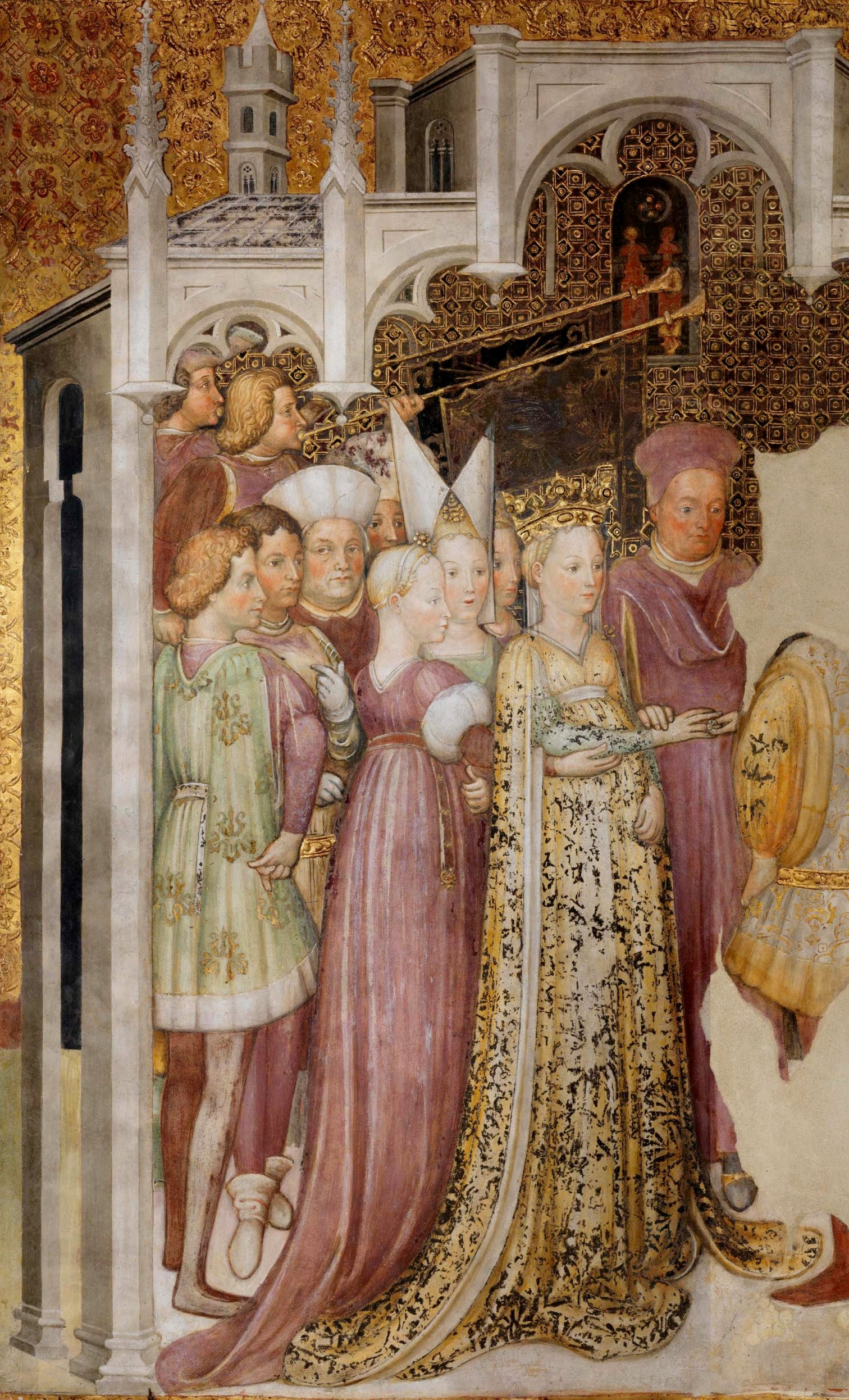
Fresc a la catedral representant a la reina Teolinda (1444)

Monza surt del paisatge boirós de les ciutats més petites a la zona de Milà durant el regne ostrogot. Pau el Diaca en la seva Historia Langobardorum, destaca la seva proximitat a Milà i la salubritat del clima, raons per les quals Teodoric el Gran hi va fer construir el seu magnum Palatium.
Posteriorment Monza té nova importància quan és escollida com residència d'estiu per la reina Teodolinda, princesa de Baviera, vídua d'Autari i esposa d'Agilulf, rei dels llombards, que va fundar un oratori, dedicat a Sant Joan Baptista l'any 595. L'oratori, que va néixer com una capella del palau, en el 603 s'utilitza excepcionalment com a lloc de baptisme per a Adaloald fill i hereu al tron d'Agilulf i Teodolinda. El baptisme va ser celebrat per Secondo di Trento, abat benedictí conseller de la reina.
Aquest primer edifici va ser de planta de creu grega; d'aquesta primera construcció només en queden els murs del segle vi. A la mort de la reina(627), encara que l'edifici no estava acabat, el seu cos va ser enterrat allà, al centre de la nau esquerra. Sobre les restes de l'oratori, al segle xii va ser construït un nou temple i després se'l va allargar cap a Occident.
La basílica va ser completament reconstruïda a partir de l'any 1300 sobre les ruïnes de l'església longobarda. Es realitza aleshores una església de planta de creu llatina i cimbori octogonal. A la segona meitat del segle s'afegeixen les capelles laterals i s'amplia, amb projecte de Matteo da Campione, amb la façana de marbres policroms blancs i verds sota l'influx del gòtic pisà. Del 1500 en endavant, a l'interior va ser reestructurat el cor i el sostre que constava de bigues i era cobert de volutes impostades en arcs rodons. Les parets i les volutes van ser pintades al fresc i ornades d'estuc. El campanar va ser erigit en el 1606 per Pellegrino Tibaldi i al segle xviii hi va ser annexat un cementiri al costat esquerre.

## Les campanes
El campanar té un concert de vuit campanes en escala diatònica major de LA2, fosa el 1741 pel milanès Bartolomé Bozzi, també l'autor de les campanes de la Basílica de Sant Ambròs. Aquest campanar té la característica de tenir el so de campanes d'«impuls», una excepció en la diòcesi de Milà, que en lloc seu s'utilitza el sistema «Ambrosià».
| Campana | Nota nominal | Fundidor         | Any  | Pes estimat |
| ------- | ------------ | ---------------- | ---- | ----------- |
| Primera | La3          | Bartolomeo Bozzi | 1741 | 372 kg      |
| Segona  | Sol#3        | Bartolomeo Bozzi | 1741 | 414 kg      |
| Tercera | Fa#3         | Bartolomeo Bozzi | 1741 | 662 kg      |
| Quarta  | Mi3          | Bartolomeo Bozzi | 1741 | 993 kg      |
| Quinta  | Re3          | Bartolomeo Bozzi | 1741 | 1324 kg     |
| Sexta   | Do#3         | Bartolomeo Bozzi | 1741 | 1656 kg     |
| Septima | Si2          | Bartolomeo Bozzi | 1741 | 2401 kg     |
| Octava  | La2          | Bartolomeo Bozzi | 1741 | 3315 kg     |